# Eleições presidenciais de 2016 em Oeiras

## Resultados oficiais
| Candidato               | Candidato                | Votos   | %               |
| ----------------------- | ------------------------ | ------- | --------------- |
|                         | Marcelo Rebelo de Sousa  | 42 556  | 51,62 / 100,00  |
|                         | António Sampaio da Nóvoa | 22 405  | 27,18 / 100,00  |
|                         | Marisa Matias            | 7 719   | 8,71 / 100,00   |
|                         | Maria de Belém Roseira   | 2 843   | 3,45 / 100,00   |
|                         | Paulo de Morais          | 2 477   | 3,00 / 100,00   |
|                         | Edgar Silva              | 2 446   | 2,97 / 100,00   |
|                         | Vitorino Silva           | 1 323   | 1,60 / 100,00   |
|                         | Henrique Neto            | 988     | 1,20 / 100,00   |
|                         | Jorge Sequeira           | 140     | 0,17 / 100,00   |
|                         | Cândido Ferreira         | 80      | 0,10 / 100,00   |
| Votos Inválidos         | Votos Inválidos          | 1 819   | 2,16 / 100,00   |
| Total                   | Total                    | 84 256  | 100,00 / 100,00 |
| Eleitorado/Participação | Eleitorado/Participação  | 145 219 | 58,02 / 100,00  |

## Resultados por Freguesia
Os resultados dos candidatos por freguesia foram os seguintes:
| Freguesia                                      | %     | %     | %     | %    | %    | %    | %    | %    | %    | %    | Votantes |
| Freguesia                                      | MRS   | ASN   | MM    | MBR  | PM   | ES   | VS   | HN   | JS   | CF   | Votantes |
| ---------------------------------------------- | ----- | ----- | ----- | ---- | ---- | ---- | ---- | ---- | ---- | ---- | -------- |
| Algés, Linda-a-Velha e Cruz Quebrada - Dafundo | 52,66 | 27,41 | 7,83  | 3,46 | 2,82 | 2,85 | 1,40 | 1,36 | 0,14 | 0,08 | 24 509   |
| Barcarena                                      | 48,67 | 26,23 | 10,46 | 4,11 | 3,24 | 3,71 | 2,37 | 0,84 | 0,24 | 0,12 | 6 825    |
| Carnaxide e Queijas                            | 50,65 | 26,60 | 9,00  | 3,77 | 3,14 | 3,57 | 1,88 | 1,11 | 0,18 | 0,11 | 17 462   |
| Oeiras e São Julião da Barra                   | 53,57 | 27,14 | 8,18  | 2,91 | 3,09 | 2,37 | 1,26 | 1,25 | 0,16 | 0,07 | 29 053   |
| Porto Salvo                                    | 44,55 | 29,05 | 11,85 | 4,29 | 2,74 | 3,71 | 2,40 | 0,99 | 0,21 | 0,22 | 6 407    |
| Oeiras                                         | 51,62 | 27,18 | 8,71  | 3,45 | 3,00 | 2,97 | 1,60 | 1,20 | 0,17 | 0,10 | 84 256   |

#### Algés, Linda-a-Velha e Cruz Quebrada - Dafundo
| Candidato               | Candidato                | Votos  | %               |
| ----------------------- | ------------------------ | ------ | --------------- |
|                         | Marcelo Rebelo de Sousa  | 12 658 | 52,66 / 100,00  |
|                         | António Sampaio da Nóvoa | 6 587  | 27,41 / 100,00  |
|                         | Marisa Matias            | 1 881  | 7,83 / 100,00   |
|                         | Maria de Belém Roseira   | 831    | 3,46 / 100,00   |
|                         | Edgar Silva              | 684    | 2,85 / 100,00   |
|                         | Paulo de Morais          | 677    | 2,82 / 100,00   |
|                         | Vitorino Silva           | 337    | 1,40 / 100,00   |
|                         | Henrique Neto            | 326    | 1,36 / 100,00   |
|                         | Jorge Sequeira           | 34     | 0,14 / 100,00   |
|                         | Cândido Ferreira         | 20     | 0,08 / 100,00   |
| Votos Inválidos         | Votos Inválidos          | 474    | 1,93 / 100,00   |
| Total                   | Total                    | 24 509 | 100,00 / 100,00 |
| Eleitorado/Participação | Eleitorado/Participação  | 41 325 | 59,31 / 100,00  |

#### Barcarena
| Candidato               | Candidato                | Votos  | %               |
| ----------------------- | ------------------------ | ------ | --------------- |
|                         | Marcelo Rebelo de Sousa  | 3 243  | 48,67 / 100,00  |
|                         | António Sampaio da Nóvoa | 1 748  | 26,23 / 100,00  |
|                         | Marisa Matias            | 697    | 10,46 / 100,00  |
|                         | Maria de Belém Roseira   | 274    | 4,11 / 100,00   |
|                         | Edgar Silva              | 247    | 3,71 / 100,00   |
|                         | Paulo de Morais          | 216    | 3,24 / 100,00   |
|                         | Vitorino Silva           | 158    | 2,37 / 100,00   |
|                         | Henrique Neto            | 56     | 0,84 / 100,00   |
|                         | Jorge Sequeira           | 16     | 0,24 / 100,00   |
|                         | Cândido Ferreira         | 8      | 0,12 / 100,00   |
| Votos Inválidos         | Votos Inválidos          | 162    | 2,37 / 100,00   |
| Total                   | Total                    | 6 825  | 100,00 / 100,00 |
| Eleitorado/Participação | Eleitorado/Participação  | 11 426 | 59,73 / 100,00  |

#### Carnaxide e Queijas
| Candidato               | Candidato                | Votos  | %               |
| ----------------------- | ------------------------ | ------ | --------------- |
|                         | Marcelo Rebelo de Sousa  | 8 607  | 50,65 / 100,00  |
|                         | António Sampaio da Nóvoa | 4 521  | 26,60 / 100,00  |
|                         | Marisa Matias            | 1 529  | 9,00 / 100,00   |
|                         | Maria de Belém Roseira   | 640    | 3,77 / 100,00   |
|                         | Edgar Silva              | 607    | 3,57 / 100,00   |
|                         | Paulo de Morais          | 533    | 3,14 / 100,00   |
|                         | Vitorino Silva           | 319    | 1,88 / 100,00   |
|                         | Henrique Neto            | 189    | 1,11 / 100,00   |
|                         | Jorge Sequeira           | 31     | 0,18 / 100,00   |
|                         | Cândido Ferreira         | 18     | 0,11 / 100,00   |
| Votos Inválidos         | Votos Inválidos          | 468    | 2,68 / 100,00   |
| Total                   | Total                    | 17 462 | 100,00 / 100,00 |
| Eleitorado/Participação | Eleitorado/Participação  | 29 535 | 59,12 / 100,00  |

#### Oeiras e São Julião da Barra, Paço de Arcos e Caxias
| Candidato               | Candidato                | Votos  | %               |
| ----------------------- | ------------------------ | ------ | --------------- |
|                         | Marcelo Rebelo de Sousa  | 15 263 | 53,57 / 100,00  |
|                         | António Sampaio da Nóvoa | 7 733  | 27,14 / 100,00  |
|                         | Marisa Matias            | 2 331  | 8,18 / 100,00   |
|                         | Paulo de Morais          | 880    | 3,09 / 100,00   |
|                         | Maria de Belém Roseira   | 830    | 2,91 / 100,00   |
|                         | Edgar Silva              | 676    | 2,37 / 100,00   |
|                         | Vitorino Silva           | 359    | 1,26 / 100,00   |
|                         | Henrique Neto            | 355    | 1,25 / 100,00   |
|                         | Jorge Sequeira           | 46     | 0,16 / 100,00   |
|                         | Cândido Ferreira         | 20     | 0,07 / 100,00   |
| Votos Inválidos         | Votos Inválidos          | 560    | 1,92 / 100,00   |
| Total                   | Total                    | 29 053 | 100,00 / 100,00 |
| Eleitorado/Participação | Eleitorado/Participação  | 50 874 | 57,11 / 100,00  |

#### Porto Salvo
| Candidato               | Candidato                | Votos  | %               |
| ----------------------- | ------------------------ | ------ | --------------- |
|                         | Marcelo Rebelo de Sousa  | 2 785  | 44,55 / 100,00  |
|                         | António Sampaio da Nóvoa | 1 816  | 29,05 / 100,00  |
|                         | Marisa Matias            | 741    | 11,85 / 100,00  |
|                         | Maria de Belém Roseira   | 268    | 4,29 / 100,00   |
|                         | Edgar Silva              | 232    | 3,71 / 100,00   |
|                         | Paulo de Morais          | 171    | 2,74 / 100,00   |
|                         | Vitorino Silva           | 150    | 2,40 / 100,00   |
|                         | Henrique Neto            | 62     | 0,99 / 100,00   |
|                         | Jorge Sequeira           | 14     | 0,22 / 100,00   |
|                         | Cândido Ferreira         | 13     | 0,21 / 100,00   |
| Votos Inválidos         | Votos Inválidos          | 155    | 2,41 / 100,00   |
| Total                   | Total                    | 6 407  | 100,00 / 100,00 |
| Eleitorado/Participação | Eleitorado/Participação  | 12 059 | 53,13 / 100,00  |